# Paralimnophila angusticincta
Paralimnophila angusticincta là một loài ruồi trong họ Limoniidae. Chúng phân bố ở miền Australasia.